# أحمد معاذ حقي
أحمد معاذ علوان حقي العلواني أكاديمي وعالم دين سوري، يحمل شهادة الدكتوراه في العقيدة، مواليد 1958م. حفيد الشيخ إبراهيم حقي العلواني شيخ الطريقة النقشبندية في الجزيرة السورية.

## المؤهلات العلمية
حصل الشيخ على ليسانس أصول الدين من جامعة الإمام محمد بن سعود في عام 1982م (1402هـ)، ثم حصل  على ماجستير العقيدة والمذاهب المعاصرة من نفس الجامعة بعام 1987م (1407هـ)، وحصل منها أيضا على دكتوراه العقيدة والمذاهب المعاصرة في عام 1992م (1413هـ).
وقد عمل مدرس ثم أستاذ مساعد، ثم مشارك، ثم أستاذ في جامعات: الإمام محمد بن سعود وأم القرى والشارقة. وعمل أيضا أمين قسم، مساعد عميد، قائم بأعمال عميد، منسق برامج، رئيس لجان.

## مشيخة الطريقة النقشبندية
استلم مشيخة الطريقة النقشبندية بعد وفاة الشيخ عبد الله حقي وذلك بتاريخ 17 رجب 1442 هـ الموافق لـ 2021/03/01 م، يأتي في سلسلة المشيخة لدى السادة العلوانيين، ابتداءً من الجد الأول علوان الحموي، في المرتبة الثالثة والعشرين، وفي سلسلة الطريقة النقشبندية في المرتبة الثالثة عشرة، وفي سلسلة مشيخة العائلة في الطريقة النقشبندية في المرتبة التاسعة.

صورة لمجموعة السادة العلويين الحسنيين الذين تسلّموا مشيخة الطريقة النقشبندية.

## كتب مطبوعة وأبحاث علمية منشورة
1. نظرية الواجب الأخلاقي عند كانط دراسة ونقد/ رسالة ماجستير
2. تحقيق ودراسة جزء من كتاب بيان تلبيس الجهمية في تأسيس بدعهم الكلامية (تحقيق الجزء الثالث) لشيخ الاسلام ابن تيمية/ رسالة دكتوراة/ وزارة الأوقاف السعودية 1427هـ- 2006م.
3. فضائل العبادة، دار طويق 1993م
4. صفات النبي صلى الله عليه وسلم (مشترك) دار طويق 1993م
5. الأربعون حديثاً في الأخلاق مع شرحها دار طويق 1993م
6. عبد الله بن المبارك الإمام المجاهد دار طويق 1997م
7. الفضيل بن عياض العالم القدوة دار طويق 1997م
8. أثر الإيمان في بناء الحضارة الانسانية، رابطة العالم الاسلامي 1427هـ- 2008م
9. العقيدة الإسلامية – الإلهيات والنبوات، جامعة الشارقة 2012م
10. منهج الراسخين في تدبر وحي رب العالمين، رابطة العالم الاسلامي 1434هـ- 2013م
11. الثقافة الإسلامية (كتب مشتركة) مكتبة جامعة الشارقة
12. إجازة علماء الحيدرية ، بيروت 2015م
13. المدخل لدراسة العقيدة الاسلامية، جامعة الزهراء 2019-2020م
14. العقيدة الإسلامية: النبوات/ جامعة الزهراء/ 2020 - 2021 م.
15. دعوة التوحيد/ دراسات العليا تخصص الدعوة/ جامعة الزهراء/ 2019 - 2020 م.
16. .اللطائف المستنبطة من قوله تعالى: {إِنَّ اللَّهَ وَمَلاَئِكَتَهُ يصَُلُّونَ عَلَى النَّبِي } 2023 م.[6]
17. التوراة والإنجيل والقرآن الكريم دارسة تحليلية في أسانيدها، دار الأصالة، 1445هـ- 2024 م.
18. إفساد بني إسرائيل وعلوهم الكبير في ضوء سورة الإسراء تاريخا وواقعا، دار الأصالة، 1445هـ-2024 م.
19. أضواء على حديث الافتراق دراسة تحليلية معمقة/ تحت الطبع.
20. وله أكثر من 40 بحثاً علمياً منشوراً في مجلات علمية محكمة ومؤتمرات دولية، منها:
  1. فطرية معرفة الله
  2. توحيد العبادة
  3. العولمة والعقيدة
  4. الاحتشام
  5. الفرق بين النبي والرسول
  6. القرآنيون والسنة النبوية
  7. عزراء في الديانة اليهودية
  8. نقض دعاوى المستشرقين بتحريف القرآن الكريم من خلال المقارنة مع أهل الكتاب
  9. المسلمون والعولمة الثقافية
  10. أبو بكر الرازي وإسهاماته الطبية
  11. نقد سند الأناجيل الأربعة
  12. عقيدة رفع عيسى عليه السلام، وغيرها

شارك في أكثر من 40 مؤتمرًا وندوة علمية في جامعات ومراكز بحثية في السعودية، الإمارات، الأردن، ماليزيا، تركيا، وغيرها، من أبرزها: مؤتمر العولمة، مؤتمر القرآن الكريم في الدراسات الاستشراقية، مؤتمر فقه المرأة، ندوة الاحتشام، ندوة خدمة السنة النبوية، إلخ.

## الأنشطة الإدارية والأكاديمية والمؤتمرات والجوائز
عضو ومشرف في أكثر من 80 لجنة إدارية وأكاديمية داخل الجامعات، عمل على إعداد برامج الماجستير والدكتوراه ،أشرف على جمعيات طلابية، وخطط مناهج، ومواقع إلكترونية أكاديمية ،عضو في هيئات تحرير مجلات أكاديمية حكم عشرات الأبحاث العلمية في جامعات: الكويت، قطر، الشارقة، آل البيت، الملك فيصل، وغيرها. تحصل على جائزة التميز في النشاط الطلابي من عمادة شؤون الطالبات – جامعة الشارقة (2003–2004).